# Municipalità dell'Angola

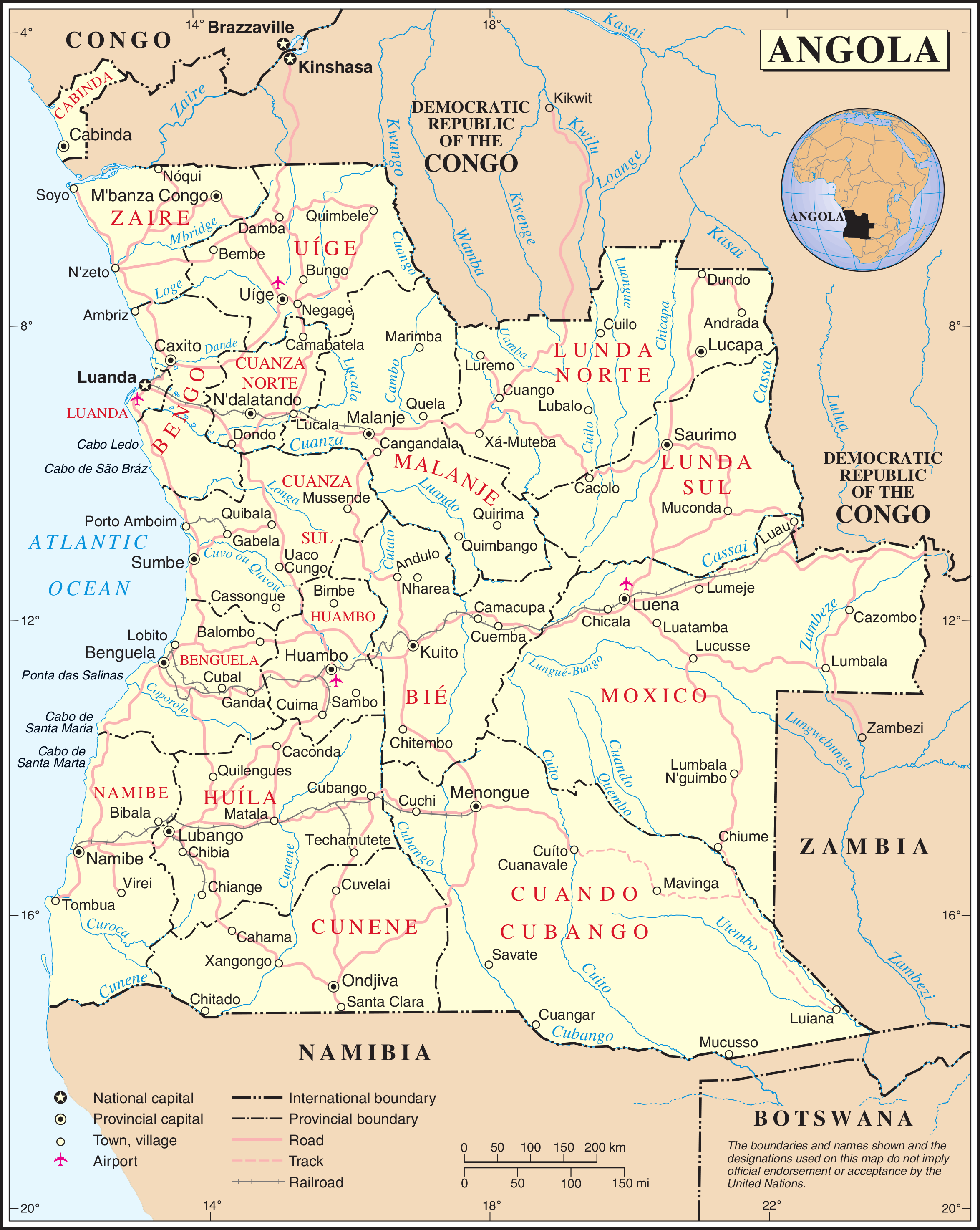
Mappa dell'Angola

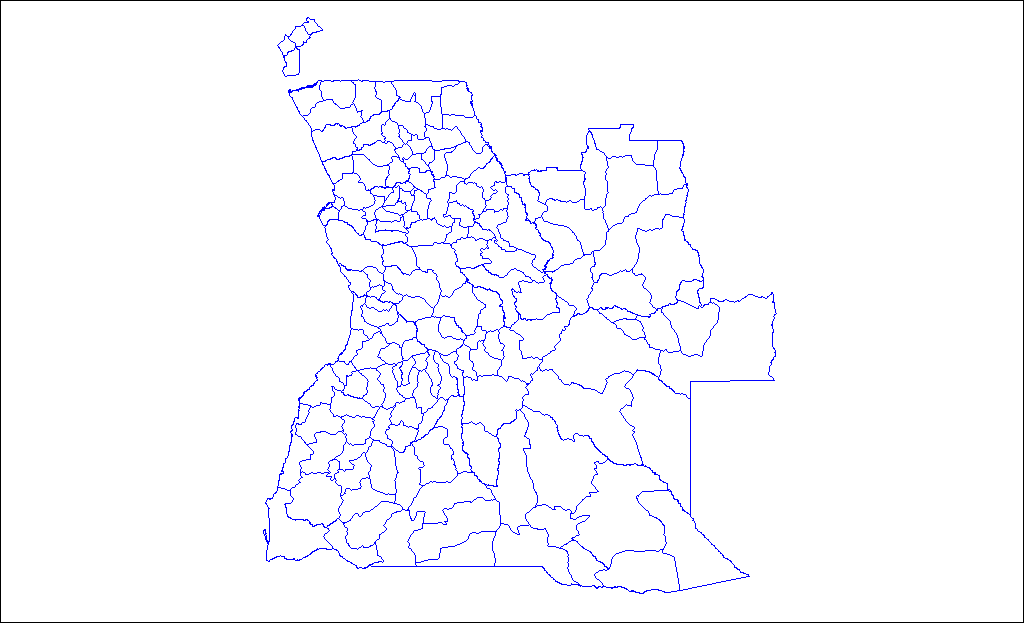
Municipalità dell'Angola (2006)

L'Angola è suddiviso in 173 municipalità. Le municipalità fanno parte delle province e sono a loro volta suddivise in comuni.
L'elenco seguente mostra le municipalità suddivise per provincia.

## Provincia del Bengo

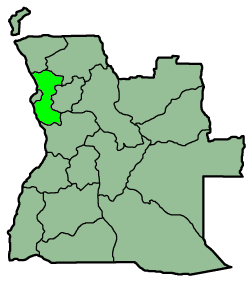
Provincia del Bengo

- Ambriz
- Bula Atumba
- Dande
- Dembos
- Ícolo e Bengo
- Quiçama
- Nambuangongo
- Pango-Aluquém

## Provincia di Benguela

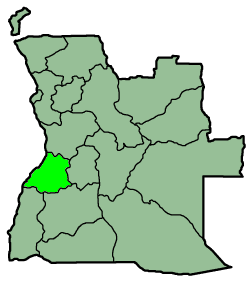
Provincia di Benguela

- Baía Farta
- Balombo
- Benguela
- Bocoio
- Caimbambo
- Chongorói
- Cubal
- Ganda
- Lobito

## Provincia di Bié

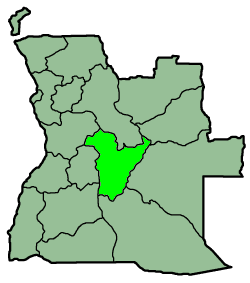
Provincia di Bié

- Andulo
- Camacupa
- Catabola
- Chinguar
- Chitembo
- Cuemba
- Cunhinga
- Kuito
- Nharea

## Provincia di Cabinda

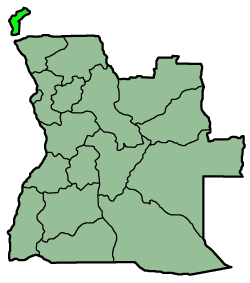
Provincia di Cabinda

- Belize
- Buco-Zau
- Cabinda
- Cacongo

## Provincia di Cuando Cubango

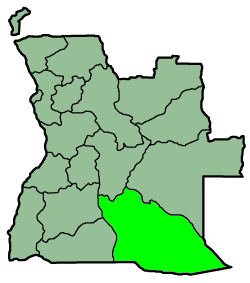
Provincia di Cuando Cubango

- Cuangar
- Dirico
- Kalai
- Kuito Kuanavale
- Kuchi
- Menongue
- Mavinga
- Nancova
- Rivungo

## Provincia di Cuanza Nord

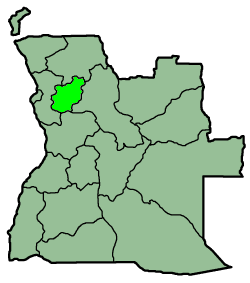
Provincia di Cuanza Nord

- Ambaca
- Banga
- Bolongongo
- Cambambe
- Cazengo
- Golungo Alto
- Gonguembo
- Lukala
- Quiculungo
- Samba Cajú

## Provincia di Cuanza Sud

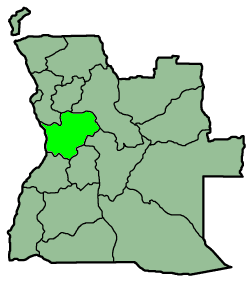
Provincia di Cuanza Sud

- Amboim
- Cela
- Ebo
- Kassongue
- Kibala
- Kilenda
- Konda
- Libolo
- Mussende
- Porto Amboim
- Seles
- Sumbe

## Provincia del Cunene

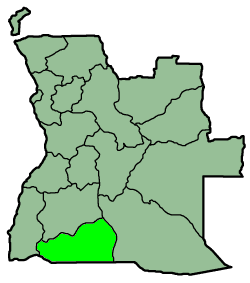
Provincia del Cunene

- Kahama
- Kuroka
- Kuvelai
- Kwanyama
- Namakunde
- Ombadja

## Provincia di Huambo

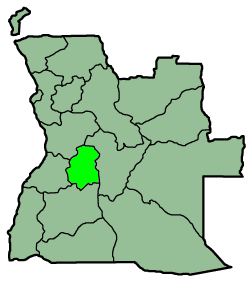
Provincia di Huambo

- Bailundo
- Caála
- Ekunha
- Huambo
- Katchiungo
- Londuimbali
- Longonjo
- Mungo
- Tchicala Tcholohanga
- Tchindjendje
- Ukuma

## Provincia di Huíla

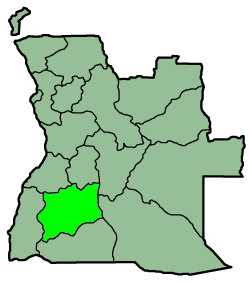
Provincia di Huíla

- Caconda
- Caluquembe
- Chiange
- Chibia
- Chicomba
- Chipindo
- Humpata
- Jamba
- Kuvango
- Lubango
- Matala
- Quilengues
- Quipungo

## Provincia di Luanda

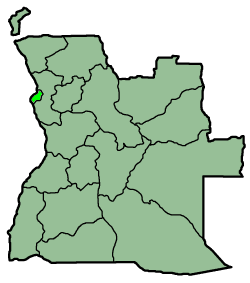
Provincia di Luanda

- Cacuaco
- Cazenga
- Ingombota
- Kilamba Kiaxi
- Maianga
- Rangel
- Samba
- Sambizanga
- Viana

## Provincia di Lunda Nord

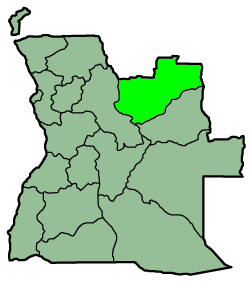
Provincia di Lunda Nord

- Cambulo
- Capenda Camulemba
- Caungula
- Chitato
- Cuango
- Cuilo
- Lubalo
- Lucapa
- Xá-Muteba

## Provincia di Lunda Sud

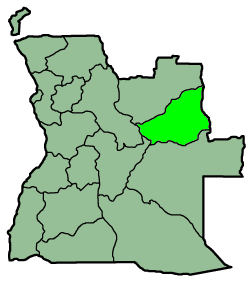
Provincia di Lunda Sud

- Cacolo
- Dala
- Muconda
- Saurimo

## Provincia di Malanje

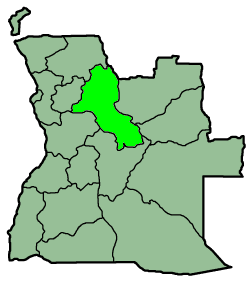
Provincia di Malanje

- Cacuso
- Cahombo
- Calandula
- Cambundi-Catembo
- Cangandala
- Kiwaba-Nzoji
- Kunda-dia-Baze
- Luquembo
- Malanje
- Marimba
- Massango
- Mucari-Caculama
- Quela
- Quirima

## Provincia di Moxico

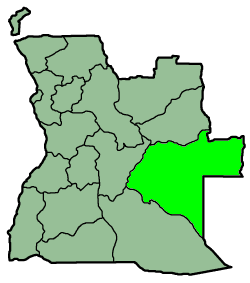
Provincia di Moxico

- Alto Zambese
- Bundas
- Camanongue
- Léua
- Luacano
- Luau
- Luchazes
- Lumeje
- Moxico

## Provincia di Namibe

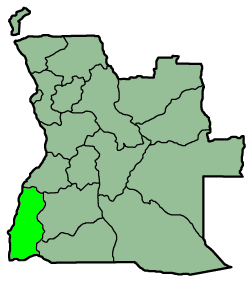
Provincia di Namibe

- Bibala
- Camacuio
- Namibe
- Tômbua
- Virei

## Provincia di Uíge

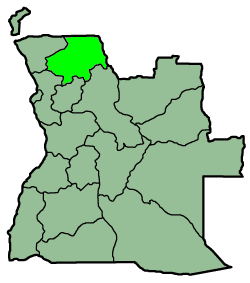
Provincia di Uíge

- Ambuila
- Bembe
- Buengas
- Bungo
- Damba
- Kangola
- Maquela do Zombo
- Milunga
- Mucaba
- Negage
- Puri
- Quimbele
- Quitexe
- Sanza Pombo
- Songo
- Uíge

## Provincia dello Zaire

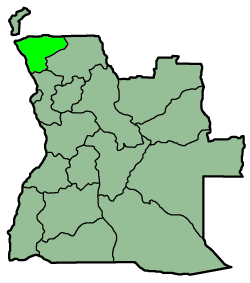
Provincia dello Zaire

- Cuimba
- Mbanza Congo
- N'Zeto
- Noqui
- Soyo
- Tomboco